# Sarit Thanarat
Sarit Thanarat (ur. 16 czerwca 1908 w Bangkoku, zm. 8 grudnia 1963 tamże) – tajski marszałek i polityk, premier Tajlandii (1959-1963).

## Życiorys
Studiował w akademii wojskowej Chula Chom Klao w Bangkoku, którą ukończył w 1929, potem służył jako oficer w armii, w 1947 poparł zamach stanu Pibulsongkrama, po czym w 1948 został ministrem obrony (do 1957). W październiku 1958 zdobył władzę dzięki kolejnemu przewrotowi, po którym objął urząd premiera, który sprawował do śmierci. Jako premier zwalczał korupcję i przestępczość zorganizowaną (zwłaszcza przemyt narkotyków), jednocześnie popierał rozwój rolnictwa (szczególnie na północy kraju) i unowocześnianie oświaty. Był bliskim sojusznikiem USA. Popierał działalność Organizacji Paktu Azji Południowo-Wschodniej. Jednocześnie jego reżim, silnie autorytarny, zdelegalizował partie polityczne i zamknął opozycyjne czasopisma, a prawa zagwarantowane w konstytucji zostały zawieszone; podejrzani o działalność wywrotową byli często więzieni bez procesu.